# Proasellus similis
Proasellus similis és una espècie de crustaci isòpode pertanyent a la família dels asèl·lids.

## Hàbitat
Viu a l'aigua dolça de fonts càrstiques.

## Distribució geogràfica
Es troba a Euràsia: la Transcaucàsia.